# Theristicus
Theristicus är ett släkte med fåglar i familjen ibisar inom ordningen pelikanfåglar. Det omfattar fyra arter som alla förekommer i Sydamerika:
- Grå ibis (T. caerulsescens)
- Beigehalsad ibis (T. caudatus)
- Svartmaskad ibis (T. melanopis)
- Andinsk ibis (T. branickii)